# Gui & Estopa
As Aventuras de Gui & Estopa en español (Las Aventuras de Gui & Estopa) es una serie de dibujos animados brasileña creada por la animadora y escritora Mariana Caltabiano, y basada en la película del mismo nombre estrenada en 2008. La serie fue emitida en Cartoon Network Brasil entre 2009 y 2017, y recientemente se muestra también por la TV Cultura a principios de 2013. Fue emitida en los demás países de Latinoamérica el 2 de diciembre de 2013 por Tooncast y Boomerang.
Los personajes se originaron en el sitio web infantil Iguinho, perteneciente a Ig, de los cuales el personaje Gui llevaba el nombre del sitio.
En 2015, la serie regresó con nuevos episodios en Cartoon Network.
En 2017, la serie dejó de emitirse por Cartoon Network debido al final del contrato entre Mariana Caltabiano y Turner, los episodios del sitio web Canal Natureza (también de Ig) se estrenaron en Zoomoo el mismo año, pero en 2018, el contrato se renovó con su otra serie Zuzubalandia que debutó en mayo por Boomerang y Gui & Estopa regresaron a Tooncast en junio. En abril de 2021 la serie regresa a Boomerang con el estreno de su quinta temporada.

## Sinopsis
La serie narra las desventuras de Gui & Estopa, dos jóvenes perros antropomorfos y sus amigos, la perrita Croquet, el pitbull Piti, la chica Fifí y el ratón Riba. Los personajes se originaron en el sitio Iguinho perteneciente a IG, en que el personaje Gui tomó el nombre del sitio.

## Reparto de voz
| Personaje  | Actor original Brasil | Actor de doblaje Venezuela  |
| ---------- | --------------------- | --------------------------- |
| Gui        | Mariana Caltabiano    | Fernando Márquez (1.ª voz)  |
| Gui        | Mariana Caltabiano    | Will Cuevas (2.ª Voz)       |
| Estopa     | Eduardo Jardim        | David Silva                 |
| Croquette  | Mariana Caltabiano    | Melanie Henríquez (1.ª Voz) |
| Croquette  | Mariana Caltabiano    | Mariangny Álvarez (2.ª Voz) |
| Rocket     | Mariana Caltabiano    | Judith Noguera (1.ª voz)    |
| Rocket     | Mariana Caltabiano    | Sixnalie Villalba (2.ª voz) |
| Piti       | Eduardo Jardim        | Roger Eliud López           |
| Ligia      | Mariana Caltabiano    | Stefani Villarroel          |
| Hebilla    | Mariana Caltabiano    | Sofía Narváez               |
| Insertos   | ¿?                    | David Silva                 |
| Juanita    | Eduardo Jardim        | Guillermo Martínez          |
| Supla      | Supla                 | Víctor Amaya                |
| Anunciador | Eduardo Jardim        | Víctor Amaya                |
| Cabra      | Eduardo Jardim        | Víctor Amaya                |
| Cucaracha  | Eduardo Jardim        | Víctor Amaya                |
| Zuzu       | Mariana Caltabiano    | Lileana Chacón (1.ª Voz)    |
| Zuzu       | Mariana Caltabiano    | Will Cuevas (2.ª Voz)       |

## Emisión
| País        | Cadenas(s)                         | Título                        |
| ----------- | ---------------------------------- | ----------------------------- |
| Brasil      | TV Cultura                         | As Aventuras de Gui & Estopa  |
| Brasil      | Cartoon Network                    | As Aventuras de Gui & Estopa  |
| Brasil      | Tooncast                           | As Aventuras de Gui & Estopa  |
| Brasil      | Boomerang                          | As Aventuras de Gui & Estopa  |
| Brasil      | Gulli Brasil                       | As Aventuras de Gui & Estopa  |
| Argentina   | Tooncast Boomerang Cartoon Network | Las Aventuras de Gui & Estopa |
| Paraguay    | Tooncast Boomerang Cartoon Network | Las Aventuras de Gui & Estopa |
| Venezuela   | Tooncast Boomerang Cartoon Network | Las Aventuras de Gui & Estopa |
| Uruguay     | Tooncast Boomerang Cartoon Network | Las Aventuras de Gui & Estopa |
| Panamá      | Tooncast Boomerang Cartoon Network | Las Aventuras de Gui & Estopa |
| México      | Tooncast Boomerang Cartoon Network | Las Aventuras de Gui & Estopa |
| Perú        | Tooncast Boomerang Cartoon Network | Las Aventuras de Gui & Estopa |
| Bolivia     | Tooncast Boomerang Cartoon Network | Las Aventuras de Gui & Estopa |
| Puerto Rico | Tooncast Boomerang Cartoon Network | Las Aventuras de Gui & Estopa |
| Colombia    | Tooncast Boomerang Cartoon Network | Las Aventuras de Gui & Estopa |
| Honduras    | Tooncast Boomerang Cartoon Network | Las Aventuras de Gui & Estopa |
| Ecuador     | Tooncast Boomerang Cartoon Network | Las Aventuras de Gui & Estopa |
| Chile       | Tooncast Boomerang Cartoon Network | Las Aventuras de Gui & Estopa |
| Costa Rica  | Tooncast Boomerang Cartoon Network | Las Aventuras de Gui & Estopa |
| Angola      | Gulli Brasil                       | As Aventuras de Gui & Estopa  |
| Mozambique  | Gulli Brasil                       | As Aventuras de Gui & Estopa  |
| Luxemburgo  | Gulli Brasil                       | As Aventuras de Gui & Estopa  |